# デイヴィッド・ライク
デイヴィッド・エミル・ライク （David Emil Reich、1974年7月14日 - ）はアメリカ合衆国の遺伝学者。「デヴィッド」「ライヒ」と表記されることもある。ハーバード大学医学大学院遺伝学教授。ヒト古代DNA分析における世界的パイオニア。

## 来歴
ハーバード大学卒業後、オックスフォード大学のSt Catherine's College, Oxfordから動物学のPh.D.を取得。古代DNAデータ解析を産業規模の研究に発展させた功績により、2015年に「ネイチャー」誌で全科学分野における最も重要な10人の1人に選ばれた。
マサチューセッツ工科大学とハーヴァード大学の合同研究所であるブロード研究所アソシエイト、および、ハワード・ヒューズ医学研究所研究員。

## 業績
マックス・プランク進化人類学研究所のスバンテ・ペーボのもとで、ネアンデルタール人とデニソワ人のゲノムプロジェクトの中心的役割を担ったのち、古代ＤＮＡの全ゲノム研究に特化したアメリカで初の研究室をハーヴァード大学で開設、人種の交雑を専門に研究し、歴史の中で人種交雑が中心的役割を担ってきた様々なケースを発見してきた。

## 受賞歴
- 2010年 - アメリカ科学振興協会ニューカム・クリーブランド賞（スバンテ・ペーボと共同）
- 2017年 - ダン・デイヴィッド賞（スバンテ・ペーボと共同）
- 2019年 - ワイリー賞（スバンテ・ペーボと共同）
- 2019年 - ダーウィン＝ウォレス・メダル（スバンテ・ペーボと共同）
- 2019年 - 米国科学アカデミー賞分子生物学部門
- 2021年 - マスリー賞（スバンテ・ペーボと共同）

## 著書
- デイヴィッド・ライク『交雑する人類 　古代ＤＮＡが解き明かす新サピエンス史』日向やよい 訳、NHK出版、2018年。ISBN 978-4-14-081751-3。

[『Who We Are and How We Got Here』( Oxford University Press, 2018)の邦訳]